# After Eden
After Eden è il terzo album studio del gruppo femminile giapponese Kalafina, pubblicato il 21 settembre 2011 in Giappone. L'album è arrivato alla terza posizione della classifica Oricon degli album più venduti in Giappone.

## Tracce
1. Eden - 5:38
2. Sandpiper - 6:03
3. Magia - 5:09
4. Kugatsu (九月) - 3:42
5. In Your Eyes - 6:01
6. Destination Unknown - 5:03
7. Neverending - 4:22
8. Kotonoha (ことのは) - 2:45
9. Magnolia - 5:47
10. Kagayaku Sora no Shijima ni wa (輝く空の静寂には) - 4:12
11. Mune no Yukue (胸の行方) - 6:16
12. Snow falling - 4:38
13. symphonia - 5:44